# Jack Hale
Jack Hale (né le 22 mai 1998 en Tasmanie) est un athlète australien, spécialiste du sprint.
En tant que cadet, il court le 100 m en 10 s 13, avec vent favorable, avant de porter son record personnel à 10 s 19 en 2019. Il remporte le relais 4 x 100 m lors des Championnats d’Océanie 2019 à Townsville.